# 모리나가 제과

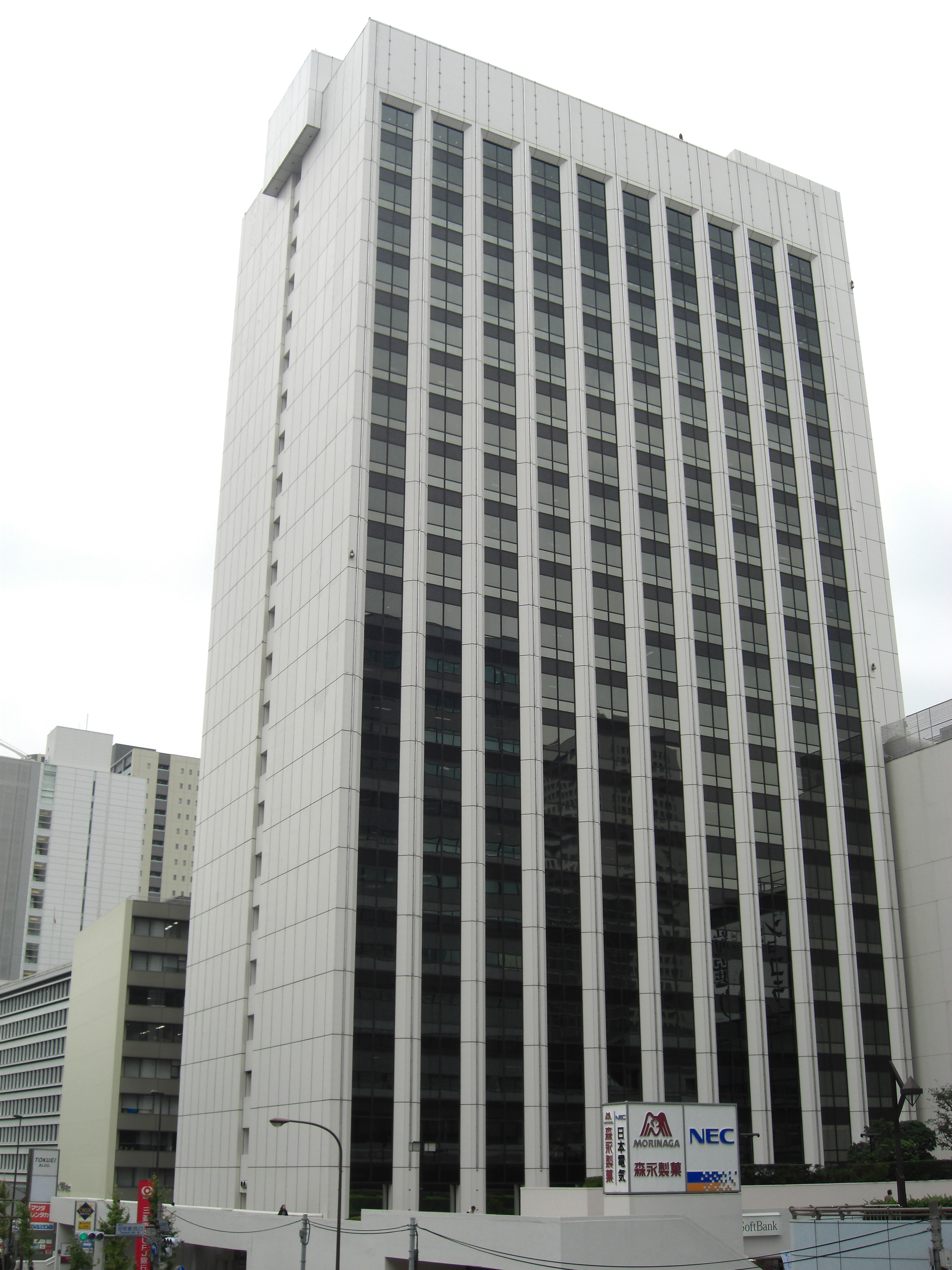
모리나가 제과 본사

모리나가 제과(일본어: 森永製菓株式会社, 영어: MORINAGA & CO., LTD.)는 일본 굴지의 제과 업체이다. 본사는 도쿄도 미나토구 5번가 33번 11호가 있다. 초콜렛, 아이스크림, 과자류 등 다양한 제품을 만드나, 대한민국에는 자사의 과자 '옷톳토'(おっとっと)와 '모리나가 밀크 캐러멜'(森永ミルクキャラメル)을 오리온에 고래밥과 밀크 캐러멜이라는 이름으로 라이센스 독점 계약을 체결하여 국산화한 업체로 유명하다.

## 역사
1910년에 주식회사 모리나가 상점 이름으로 설립되었고, 1912년에 현재의 이름으로 모리나가 제과 주식회사로 변경되었다. 1913년부터 〈모리나가 밀크 카라멜〉이 생산되었다.
- 1919년 밀크 코코아의 생산 판매를 개시.
- 1944년 페니실린의 국산화에 처음으로 성공.
- 1956년 아이스크림의 생산 판매를 본격 개시.
- 1957년 팬케이크 상품화.
- 1961년 모리나가 초코파이 발매 개시.
- 1963년 NET-TV(현 TV아사히)에서 TV애니메이션 〈늑대소년 켄〉의 프로그램 제공.
- 1965년 도쿄방송에서 TV애니메이션 〈우주소년 소란〉의 프로그램 제공.
- 1971년 코에다 발매 개시.
- 1974년 후지 TV에서 음악 프로그램인 〈밤의 히트 스테레오〉의 4월 1일 방송분보다 프로그램 제공 개시.
- 1975년 껌과자, 모리나가 하이츄 발매 개시.
- 1979년 〈밀크 카랴멜〉의 한국에서 수출. (모리나가+오리온 기술제휴)
- 1989년 아이스박스(ICE BOX) 발매 개시.
- 1994년 영양보조식품, 위다 in 제리 발매 개시.

## 제품

### 초콜릿
- 쵸코보 (チョコボール)
- 다스 (ダース)
- 고에다 (小枝)

### 스낵
- 옷톳토 (おっとっと): 유사한 제품으로 대한민국의 고래밥이 있다.[1]
  - 슈퍼옷톳토 (スーパーおっとっと)
- 포테롱 (ポテロング)
  - 포테롱Z (ポテロングZ)

### 카라멜
- 모리나가 밀크 카라멜 (森永ミルクキャラメル)
- 모리나가 팥 카라멜 (森永あずきキャラメル)
- 모리나가 초코 캬라멜 (森永チョコキャラメル)

### 쿠키
- 모리나가 문라이트 쿠키
- 모리나가 초코칩 쿠키
- 모리나가 아몬드 쿠키
- 모리나가 마리 쿠키

### 비스킷
- 츄파춥스(チュッパチャプス)
- 하이츄 (ハイチュウ): 유사한 제품으로 대한민국의 마이쮸가 있다.[2]

### 아이스
- ICE GUY
- ICE BOX

### 케이크
- 팬케이크 믹스 (ホットケーキミックス)

### 캐릭터 상품
- 왕부리 팅코 시리즈 (キョロちゃんシリーズ)
- 팝콘쵸 / 디즈니 캐릭터 (パックンチョ / ディズニーキャラクター）
- 미피 비스킷 (ミッフィービスケット)
- 드래곤볼 / 웨이퍼스 초콜릿 (ドラゴンボール / ウエファーチョコ)

## 공장·연구소

### 공장
- 쓰루미 공장(가나가와현 요코하마시 쓰루미구)
- 쓰카구치 공장(효고현 아마가사키시)
- 주쿄 공장(아이치현 안조시)
- 오야마 공장(도치기현 오야마시)
- 미시마 공장(시즈오카현 미시마시)

### 연구소
- 연구소 (가나가와현 요코하마시 쓰루미구 쓰루미 공장내)

## 상표권 분쟁
2004년 10월 모리나가 제과는 대한민국의 크라운제과 제품 마이쮸의 등록상표와 제품포장이 자사의 하이츄와 유사하다는 이유로 서울중앙지방법원에 상표권침해중지 및 부정경쟁행위금지 소송을 제기했다. 크라운제과는 이에 2005년 2월 1일에는 일본내에, 5월에는 대한민국 특허청에 마이쮸를 상표로 등록하였다. 특허심판원에서는 "마이쮸는 하이츄의 권리범위에 속하지 않는다"며 '권리범위확인심판 승소'를 내렸다. 6월 2일 서울중앙지법 민사합의11부는 원고(모리나가)패소 판결을 내렸다.

## 같이 보기
- 롯데제과(ロッテ)
- 메이지 제과(明治)
- 에자키 글리코(江崎グリコ)
- 후지야(不二家)